# قطعنامه ۲۰۴۵ شورای امنیت
قطعنامهٔ ۲۰۴۵ شورای امنیت سازمان ملل متحد سندی بین‌المللی دربارهٔ تحریم تجارت الماس ساحل عاج است. این قطعنامه طی نشست شورای امنیت سازمان ملل متحد در تاریخ ۲۶ آوریل  ۲۰۱۲ میلادی با ۱۵ رأی موافق، ۰ مخالف و ۰ ممتنع به تصویب رسید.